# Parque Nacional Marítimo Fathom Five
O Parque Nacional Marinho Fathom Five é uma Área Nacional de Conservação Marinha na parte Georgian Bay do Lago Huron, Ontário, Canadá, que visa proteger e exibir naufrágios e faróis e conservar os ecossistemas de água doce. Os muitos naufrágios tornam o parque um destino popular de mergulho, e os passeios de barco com fundo de vidro saem de Tobermory regularmente, permitindo que os turistas vejam os naufrágios sem precisar se molhar.
Muitos visitantes acampam nas proximidades do Parque Nacional da Península de Bruce e usam o parque como base para explorar Fathom Five e os arredores durante o dia.
Fathom Five também contém inúmeras ilhas, notavelmente a Ilha Flowerpot, que tem instalações de acampamento rústicas, trilhas marcadas e seus vasos de flores homônimos, pilhas periféricas de penhascos de escarpa que ficam a uma curta distância da ilha, a maioria com vegetação (incluindo árvores) ainda crescendo nelas.
Estabelecido em 20 de julho de 1987, o parque representou uma partida pioneira para o sistema de parques nacionais, que até então se concentrava na conservação terrestre. A sua designação como Parque Nacional Marinho previa a criação de outros, embora a nomenclatura para tais unidades se transformasse em Áreas Nacionais de Conservação Marinha, deixando o Fathom Five como o único Parque Nacional Marinho. Apesar de seu nome único, é categorizado como NMCA e é considerado o primeiro do país.

## Centro de visitantes

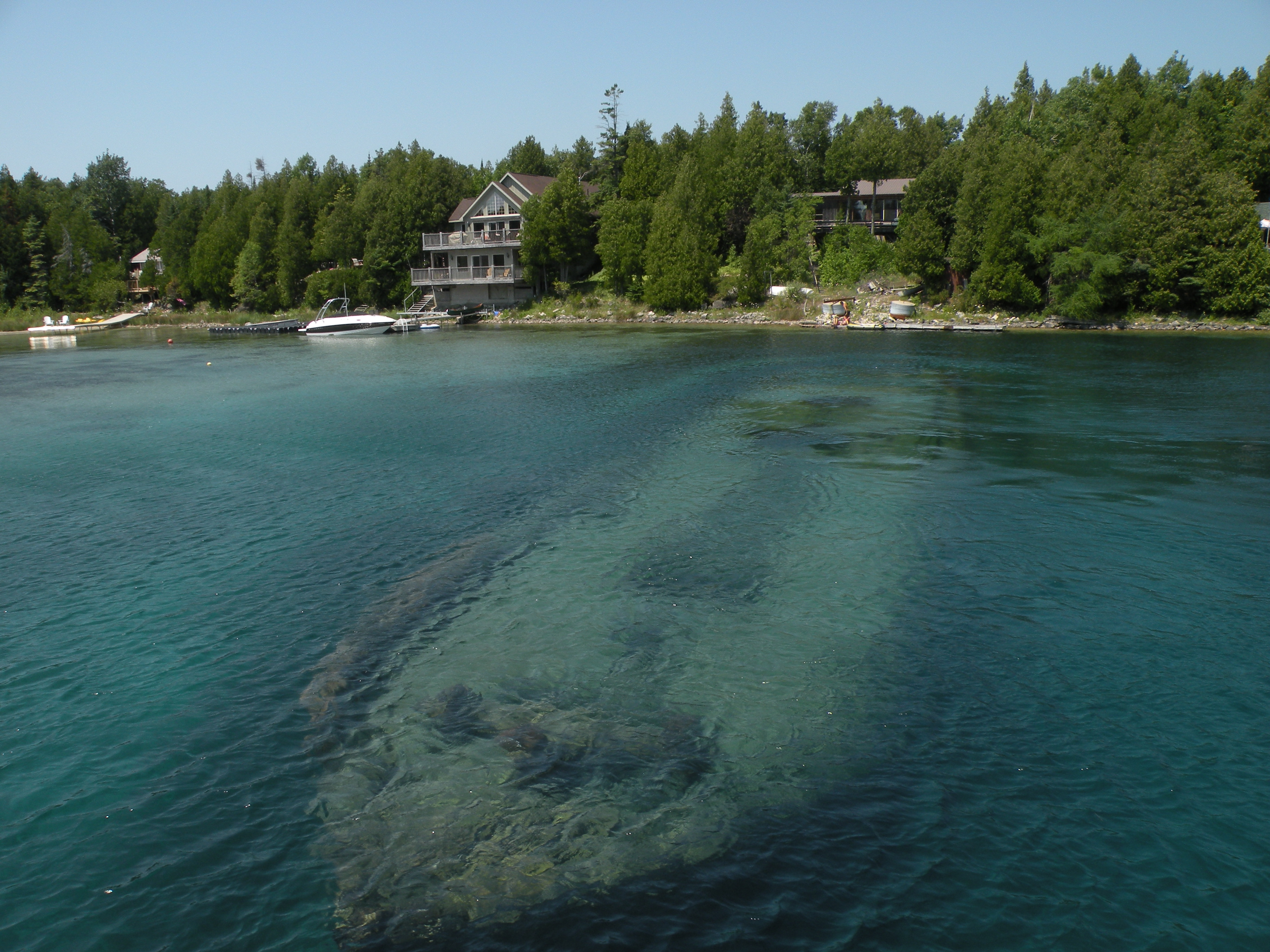
O Sweepstakes

Em 2006, um novo centro de visitantes foi aberto para atender ao Parque Nacional Marinho Fathom Five e ao Parque Nacional Península Bruce. Projetado por Andrew Frontini da Shore Tilbe Irwin + Partners, o centro de CAD $ 7,82 milhões, acessível por um calçadão, possui um centro de informações, área de recepção, salão de exposições e teatro. Uma torre de observação de 20 metros também foi construída para fornecer aos visitantes vistas aéreas do parque circundante e da Baía Georgiana. O centro foi projetado com a sustentabilidade ambiental em mente, recebendo US$ 224.000 da iniciativa Federal House in Order para implementação de tecnologia inovadora de redução de gases de efeito estufa.

## Naufrágios
O parque abriga vários naufrágios, muitos dos quais são usados para mergulho e alguns mais rasos são usados para mergulho com snorkel.
O parque também tem três locais de mergulho que não são naufrágios, são Dunks Point, Farol de Big Tub Point e The Anchor.
| Navio                | Data do naufrágio | Tipo de navio          | Comprimento do navio | Notas |
| -------------------- | ----------------- | ---------------------- | -------------------- | --- |
| Arabia               | Outubro de 1884   | Barca de três mastros  | 40.1 m (132 ft)      | Fundada fora da Ilha Echo. |
| Avalon Voyager II    | Outubro de 1980   | Navio a motor          | 41.2 m (135 ft)      | Serviu no comércio de peixe da Terra Nova por 30 anos, depois foi usado um restaurante flutuante em Kincardine. Encalhado e queimado por vândalos ao ser transferido para Owen Sound.      |
| Caroline Rose        | década de 1990    | Escuna                 | 39.6 m (130 ft)      | Rebocado para Driftwood Cove pela Tobermory Marine Association para ser usado como local de mergulho.                                                                                      |
| Cascaden             | Outubro de 1871   | Vaporizador            |                      | Dividido em uma grande área. |
| Charles P. Minch     | Outubro de 1892   | Escuna de três mastros | 47.2 m (155 ft)      | Dirigido para as rochas perto de Tecumseh Cove, Cove Island. |
| China                | novembro de 1883  | escuna de dois mastros |                      | Naufragado em China Reef; partes do navio são quebradas. |
| City of Grand Rapids | Outubro de 1907   | Vapor de passageiros   |                      | Queimado e afundado. |
| Forest City          | Junho de 1904     | Vapor                  | 66 m (217 ft)        | Anteriormente uma barca; afundado em junho de 1904, depois de atingir o lado leste da Ilha Bears Rump.                                                                                     |
| James C. King        | novembro de 1901  |                        | 53.4 m (175 ft)      | Naufragou ao rebocar o WL Wetmore. |
| John Walters         | novembro de 1883  | escuna de dois mastros | 32.9 m (108 ft)      | |
| Newaygo              | novembro de 1903  | Barcaça a vapor        | 59.7 m (196 ft)      | |
| Niagara II           | Maio de 1999      | Chupa-areia            | 55.5 m (182 ft)      | Afundado pela Tobermory Maritime Association em maio de 1999 para ser usado como local de mergulho.                                                                                        |
| Philo Scoville       | Outubro de 1889   | Escuna de três mastros | 42.5 m (139 ft)      | Naufragado durante uma tempestade. |
| Points West          |                   | Guia de madeira        | 9.7 m (32 ft)        | Afundado intencionalmente. |
| The Tugs             |                   | Rebocadores a vapor    |                      | Destroços de quatro pequenos rebocadores a vapor, Alice G, Robert K, John & Alex e um rebocador não identificado                                                                           |
| Truellen             | 1972              | Iate                   | 12 m (39 ft)         | Naufragado no Greenfield Shoal. Ele foi recuperado, mas foi encontrado muito danificado, então foi rebocado para o canal Cove e North Otter Islands para ser usado como local de mergulho. |
| Sweepstakes          | setembro de 1885  | escuna de dois mastros | 36.3 m (119 ft)      | Danificado ao largo da Ilha Cove, em seguida, rebocado para porto de Big Tub, onde afundou.                                                                                                |
| W.L. Wetmore         | novembro de 1901  | Vaporizador            | 65.1 m (214 ft)      | Naufragado durante uma tempestade em novembro de 1901. O local é conhecido pela caldeira, âncora, corrente e leme.                                                                         |